# Histoire de la douane militaire (France)
 (août 2012).
Si vous disposez d'ouvrages ou d'articles de référence ou si vous connaissez des sites web de qualité traitant du thème abordé ici, merci de compléter l'article en donnant les références utiles à sa vérifiabilité et en les liant à la section « Notes et références ».

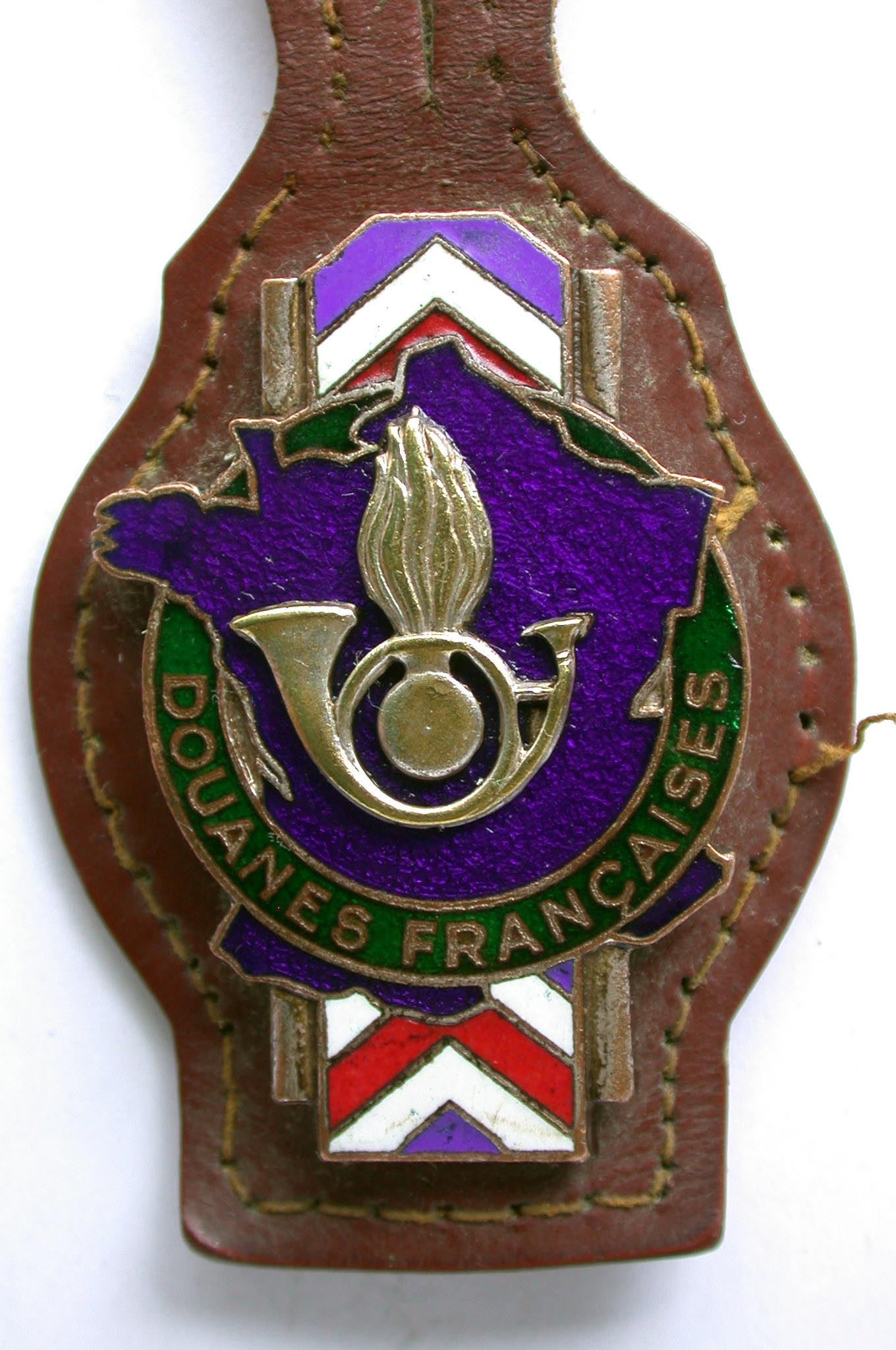
Insigne actuel de la douane, attribué en 1875 au Corps militaire des douanes (grenade à 7 flammes incluse dans un cor de chasse).

La douane française est issue de la Ferme générale, compagnie de financiers nommés par le pouvoir dont les employés, bien qu'agissant au nom du roi et autorisés pour certains à porter l'arme, n'étaient pas des fonctionnaires royaux. Pendant la tourmente révolutionnaire et l'empire naissant est instituée la Régie Nationale des Douanes puis la Direction générale des Douanes. 
Organisée paramilitairement en capitaineries ou contrôles formés de brigades des douanes, elle évoluera pendant un siècle et demi.

## Période napoléonienne

Douanier en 1813

La Ferme générale issue de l'ancien régime est réorganisée par le premier Consul Napoléon Bonaparte qui en 1801 attribue pour la première fois aux douaniers un uniforme. Il sera de drap vert.
Sous l'Empire, les douaniers se comportent comme une véritable armée en marche. Ils suivent en effet la Grande Armée au gré de ses avancées en Europe, installant sans cesse de nouvelles lignes de douanes.
Lors de la mise en place du blocus continental par le traité de Berlin de novembre 1806, ils luttent contre la contrebande des marchandises anglaises de concert avec les militaires. Mais les douaniers, qui seront surnommés les « 35 000 baïonnettes », se révéleront également être d'excellents soldats. La plupart d'entre eux sont d'ailleurs d'anciens militaires à qui l'on réserve la quasi-totalité des emplois dans la douane, qu'ils soient français ou ressortissants des pays annexés.
S'il est avéré que les unités douanières étaient constituées en type militaire, il n'y a pas de preuve qu'elles avaient musiques et emblèmes. Boucher de Perthes l'évoque comme une possibilité mais sans en apporter la preuve d'où la proposition de supprimer musiques et emblèmes. Leur bravoure sera saluée par les plus grands chefs militaires français et par l'Empereur lui-même qui demanda que 500 à 600 douaniers de Maubeuge forment un bataillon à réunir à la Vieille Garde.
C'est surtout dans les États allemands que les douaniers s'illustrent. Ils combattent lors du siège de Hambourg sous les ordres du maréchal Louis Nicolas Davout, prince d'Eckmühl et duc d'Auerstaedt. Ce dernier crée par arrêté du 23 décembre 1813, une légion provisoire des douanes qui comprenait 2 bataillons et 6 compagnies dont 1 d'artillerie et 1 de cavalerie. Une compagnie d'arquebusiers du siège, commandée par le capitaine des douanes Lavandeze, disséminés dans les avant-postes tenait l'ennemi éloigné avec ses fusils de rempart. La compagnie d'élite du 1er corps de la douane était commandée par le capitaine Cutsaert qui fut fait chevalier de l'Ordre de la Réunion par l'Empereur par décret du 9 août 1813 pour son commandement digne d'éloges. Lors du reflux de la Grande Armée et à la suite des nombreuses désertions parmi les jeunes conscrits des classes 1813 et 1814 (les Marie-Louise, du prénom de l'Impératrice seconde épouse de Napoléon) et parmi les gardes nationaux, les douaniers mènent de nombreux combats d'arrière-garde ou défendent avec vaillance et jusqu'à la dernière extrémité des places fortes assiégées à Dordrecht, Bonn, Coblence, Gemersheim, Strasbourg ou Thionville, Rodemack, Sierck, Maubeuge, Givet, Huningue, Belfort, Besançon et la Savoie.
Ils vont y former pour la première fois un régiment, le 2e régiment des douanes impériales, créé par un ordre spécial de Davout du 17 août 1813 et placé sous le commandement du directeur Pyonnier, directeur des douanes impériales à Hambourg. Ce corps va comprendre non seulement des unités de type infanterie, mais également un escadron de cavalerie et une compagnie d'artillerie ainsi qu'un élément naval. Des douaniers, mais aussi des militaires choisis parmi les meilleurs tireurs, vont former une compagnie de tireurs d'élite sous les ordres du capitaine des douanes Lavandeze. Les hommes de cette unité sont chargés de servir les énormes fusils de rempart et tiennent les forces ennemies à distance des bastions.

Douanier du Corps militaire vers 1830

Au cours de ce siège, la compagnie des guides, compagnie d'élite du régiment, sera choisie par Davout pour former sa garde personnelle. Pour récompenser les douaniers de cette unité de leur bravoure, le maréchal leur accorde le droit de porter le passepoil aux couleurs de la Légion d'honneur. C'est le capitaine Cutsaert, qui commande la compagnie des guides et que l'Empereur lui-même a décoré de l'ordre impérial de la Réunion pour sa conduite «au feu», qui sera le premier à arborer le passepoil aux couleurs de la plus haute distinction française sur sa culotte verte d'uniforme. Ce sera l'origine de la bande garance qui orne depuis 1852 le pantalon d'uniforme des douaniers.

## XIXesiècle
Ces faits d'armes vont faire prendre conscience aux autorités de tout le parti qu'elles pourraient tirer de l'utilisation des brigades armées des douanes dans le dispositif de défense de la France. Ainsi, Louis-Philippe Ier, Roi des Français, décide-t-il par les ordonnances des 31 mai 1831 et 9 septembre 1832 la création officielle du corps militaire des douanes, avec pour unité organique de base le bataillon.

## Guerre de 1870

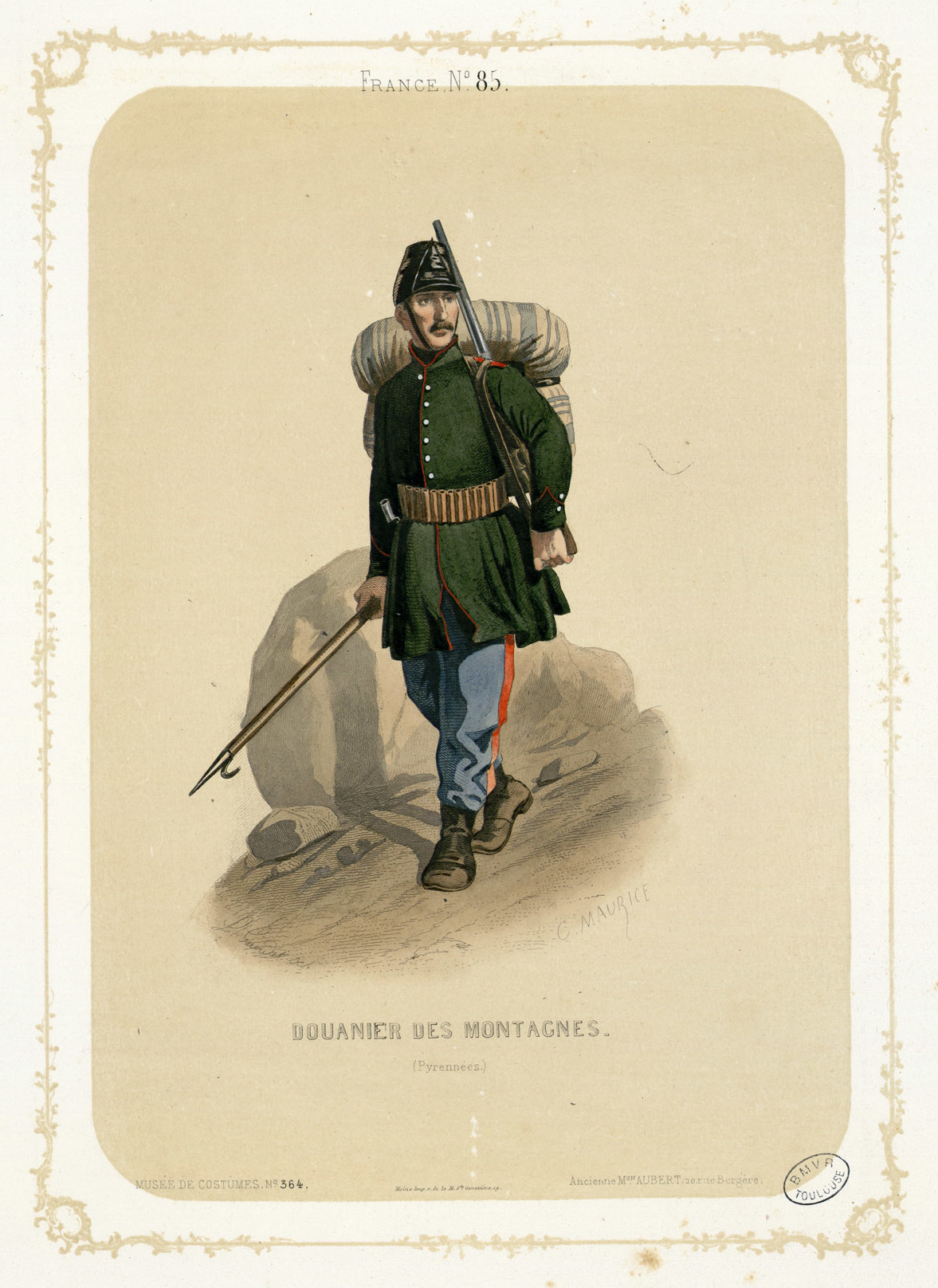
Douanier des montagnes vers 1860

Lors de la guerre de 1870-1871, les douaniers sont appelés à combattre. Le 23 juillet 1870, vers 10 heures du soir à Schreckling en Moselle, le préposé des douanes Pierre Mouty était tué après qu'il eut refusé de se rendre, faisant de lui la première victime française du conflit. Pour mémoire, ce n'est que le 25 juillet 1870 que tombera au cours d'une reconnaissance le maréchal-des-logis Pagnier du 12e régiment de chasseurs à cheval, à Schirlenhof sur la commune de Gundershoffen en Alsace, officiellement premier tué de l'armée.
Les douaniers vont combattre dans différentes places fortes, à Strasbourg notamment où ils sont les seuls à faire des prisonniers, ou encore sous les ordres du colonel du génie Pierre Philippe Denfert-Rochereau à Belfort qui ne déposera jamais les armes et demeurera française. Les douaniers s'illustrent aussi à Longwy ou dans Paris assiégé où ils sont venus par milliers renforcer la garnison.

## De 1871 à 1914
La période va être marquée par un renforcement de l'utilisation des douaniers à des fins militaires. Ils participent régulièrement aux manœuvres militaires. On leur attribue certains avantages consentis aux militaires : tabac de cantine, soins dans les hôpitaux militaires, admission dans les écoles d'enfants de troupes pour leurs fils.
Toutefois, les autorités refuseront toujours, malgré de nombreux débats allant en ce sens dans les deux chambres, d'accorder aux douaniers le statut militaire stricto sensu, prétextant que ceux-ci sont fonctionnaires civils donc titulaires du droit de vote, contrairement aux militaires qui ne recouvreront ce droit que sur une décision du général de Gaulle de 1945. Ce statut eût été en effet plus intéressant pour eux, et ce notamment en matière de retraite.
Le 14 juillet 1880, lors de la revue de Longchamps, le président Jules Grévy remet au corps des douanes son premier drapeau, un seul drapeau pour l'ensemble du corps comme pour les chasseurs à pied ou les chasseurs forestiers, ainsi qu'un fort contingent de médailles de la légion d'honneur.

## Première Guerre mondiale
Lors du premier conflit mondial, les douaniers sont encore les premiers à subir « l'épreuve du feu ». C'est un douanier, le préposé Georges Laibe de la brigade de Suarce dans le Territoire de Belfort, qui est le premier blessé français du conflit, le 2 août 1914 à 4 heures du matin. Le même jour à Reppe non loin de Belfort, le lieutenant Georges Parachie et les hommes de sa brigade font le premier prisonnier allemand, un brigadier du 22e régiment de dragons badois qui s'est aventuré trop près de la « ligne » et qu'ils ont réussi à désarçonner.
Lors du siège de Longwy du 21 au 26 août 1914, la compagnie des douaniers de forteresse du capitaine Genesseaux est citée à l'ordre de l'armée pour sa brillante conduite.
En 1915, est créée l'École des missions spéciales pour former dans le plus grand secret des dizaines d'espions et de les déposer derrière les lignes ennemies pour y mener des actions de sabotage et de renseignement. Il faut trouver des hommes courageux mais surtout pourvus d'une connaissance aiguë du terrain. Le commandement français se tourne alors tout naturellement vers le corps militaire des douanes de Charleville-Mézières. C'est à Hermonville que ces douaniers sont formés aux rudiments de l'espionnage.
Au moment de l'offensive de Champagne en 1915, les douaniers, en raison de leur meilleure connaissance du terrain et de la population, sont préférés, après avoir subi un entraînement spécifique, aux militaires pour être déposés de nuit par aéronefs en territoire occupé par l'ennemi pour effectuer des missions de renseignement ou de sabotage. La plupart de ces missions sont couronnées de succès et les sabotages contribuent à déstabiliser le dispositif ennemi. Des renseignements précieux sont transmis à l'état-major par les pigeons voyageurs emmenés pour l'occasion. Cependant, plusieurs de ces douaniers furent capturés par l'ennemi en civil et les armes à la main et furent fusillés comme partisans après un jugement sommaire. Ainsi est-ce le cas du sous-brigadier Charles Goulard, 38 ans, qui, dénoncé par un compatriote, est pris et fusillé. Il meurt ayant refusé le bandeau qu'on lui tend, en criant "Vive la France", après qu'il lui a été permis d'embrasser une dernière fois son épouse et ses quatre jeunes enfants qui vivaient en zone occupée.
Les douaniers seront également utilisés comme troupe du génie et comme gendarmerie prévôtale.
Le 14 juillet 1919, les douaniers défilent drapeau en tête sur les Champs Élysées. Le 21 janvier 1921 à Strasbourg, le général Humbert commandant la place, remet au drapeau des bataillons douaniers la Croix de guerre 1914-1918 avec palme, pour la citation à l'ordre de l'armée attribuée à la compagnie des douaniers de forteresse de Longwy. Cette distinction honorait l'ensemble du corps des douanes.

## Seconde Guerre mondiale
Lors du second conflit mondial, les douaniers sont encore appelés à participer à la défense du pays. Lors de la drôle de guerre, ils servent de guides aux militaires des « corps francs » lors des coups de main menés contre les avant-postes ennemis le long de la ligne Maginot. C'est au cours de l'une de ces actions qu'est tué le 10 janvier 1940 Alphonse Marchal, du 8e bataillon des douanes, un des premiers tués du conflit.
Au moment du « blitz », les bataillons douaniers subissent le sort des unités de l'armée. La retraite est ainsi parsemée de multiples combats où, comme au siège de Hambourg plus d'un siècle auparavant, la baïonnette est souvent utilisée. Citons en particulier la défense du fort du Larmont supérieur dans le secteur de Pontarlier par les douaniers du 10e bataillon de Besançon qui ne déposera les armes qu'à l'heure où l'armistice est signé. Quant au 9e bataillon de Mulhouse, acculé par les Nazis, il préfère passer en Suisse neutre (où les douaniers connaîtront un internement des plus doux) emmenant avec lui quelques prisonniers allemands, plutôt que d'être fait prisonniers.
Durant l'Occupation, les douaniers continuent à remplir leurs fonctions sur la ligne de démarcation ou aux frontières des Pyrénées. Ils seront aussi préposés à la garde de certains camps d'internement. Un certain nombre de douaniers prendront une part active à la Résistance, certains seront même déportés et ne reviendront jamais des camps. D'autres choisissent de quitter clandestinement la France et combattront dans les rangs des forces françaises libres ou de l'armée française de la Libération.
En Extrême-Orient, lors « du coup de force japonais » en Indochine du 9 mars 1945, les douaniers forment des « maquis » qui harcèlent les troupes du Mikado jusqu’à l'arrivée du corps expéditionnaire du général Leclerc. Citons en particulier les douaniers de la brigade de Donghene au Laos, sous les ordres du sous-brigadier Antoine Paysant, qui mènent des actions de guérilla qui permettent un temps de déstabiliser l'adversaire. Mais, dénoncé, Paysant sera capturé et connaîtra les sévices infligés par la Kenpeitai, la police secrète japonaise, équivalente nippon de la Gestapo. Enfin libéré, il est cité en des termes élogieux et reçoit la Croix de guerre 1939-1945.
Quant à la flottille des douanes d'Indochine, elle mène depuis la Chine où ses bâtiments armés ont réussi à s'enfuir, des actions de type « commando » contre les positions ennemies jusqu’à la capitulation de « l'empire du soleil levant » .
Créé officiellement au lendemain des guerres du Premier Empire, le corps militaire des douanes disparaît dans la tourmente de la débâcle de 1940, tout comme le corps des sapeurs-forestiers qui intégrait les fonctionnaires de l'administration-sœur des Eaux et Forêts, et ne furent jamais reconstitués après guerre. Ainsi prenaient fin près de 150 années d'histoire de la douane au service des armes de la France.